# Gieorgij Żukow (piłkarz)
Gieorgij Giennadjewicz Żukow (ros. Георгий Геннадьевич Жуков; ur. 19 listopada 1994 w Semipałatyńsku) – kazachski piłkarz występujący na pozycji środkowego pomocnika w FK Aktöbe oraz reprezentacji Kazachstanu.

## Kariera klubowa
Grę w piłkę nożną rozpoczął w klubie Ternesse VV Wommelgem. Następnie trenował w KSK Beveren, RSC Anderlecht, WD JMG Sportacademie oraz Germinal Beerschot. W 2011 roku awansował do pierwszego zespołu Germinalu. 18 listopada 2012 zadebiutował w pierwszej lidze belgijskiej w przegranym 0:1 wyjazdowym meczu z KSC Lokeren. W zespole Germinalu rozegrał 3 ligowe mecze, a na koniec sezonu 2012/13 spadł z nim do Tweede klasse, co w konsekwencji spowodowało bankructwem klubu. Latem 2013 roku podpisał czteroletni kontrakt ze Standardem Liège.
W 2014 roku Żukow został wypożyczony do FK Astana. Swój debiut w Astanie zanotował 28 maja 2014 w wygranym 2:1 wyjazdowym spotkaniu z FK Taraz. W sezonie 2014 wywalczył z Astaną mistrzostwo Kazachstanu. Z kolei na początku 2015 roku zdobył z nią Superpuchar Kazachstanu, a następnie mistrzostwo. W 2015 roku Żukowa wypożyczono do Rody JC Kerkrade, a latem 2016 roku przeszedł on do rosyjskiego klubu Urał Jekaterynburg. W latach 2017–2019 występował w Kajracie Ałmaty, z którym wywalczył dwukrotnie Puchar Kazachstanu (2017, 2018) oraz Superpuchar Kazachstanu (2017). W listopadzie 2019 roku podpisał roczną umowę z Wisłą Kraków prowadzoną przez Artura Skowronka. W krakowskiej drużynie zadebiutował 8 lutego 2020 w domowym, wygranym 3:0 meczu 21. kolejki Ekstraklasy z Jagiellonią Białystok. Przez ekspertów Canal+ Sport został wybrany zawodnikiem meczu.

## Kariera reprezentacyjna
W 2013 roku zaliczył 3 spotkania w kadrze Belgii U-19. W 2014 roku zdecydował się przyjąć powołanie do reprezentacji Kazachstanu U-21 i zadebiutował w przegranym 1:4 meczu z Białorusią w Pucharze Wspólnoty 2014. Łącznie zanotował w zespole U-21 5 oficjalnych występów.
We wrześniu 2014 roku otrzymał pierwsze powołanie do seniorskiej reprezentacji Kazachstanu na mecze eliminacji Mistrzostw Europy 2016 z Holandią i Czechami, w których nie wystąpił. W marcu 2015 roku powołano go na mecz kwalifikacyjny z Islandią i towarzyskie spotkanie z Rosją. Dołączył on do zgrupowania po meczu z Islandią (0:3), za co został ukarany dyscyplinarnie przez KFF. 31 marca 2015 zadebiutował w drużynie narodowej w zremisowanym 0:0 spotkaniu przeciwko Rosji, rozegranym w Chimkach. Od czerwca 2015 roku odrzucał kolejne powołania od selekcjonera Jurija Krasnożana, tłumacząc to chęcią reprezentowania Belgii lub Rosji. W styczniu 2017 roku zdecydował się kontynuować grę w reprezentacji Kazachstanu.
Wiosną 2025 został zawodnikiem Puszczy Niepołomice.

## Statystyki

### Klubowe
Statystyki aktualne na dzień 9 września 2021.
| Klub               | Sezon              | Liga               | Liga    | Liga   | Puchar kraju | Puchar kraju | Kontynetnalne | Kontynetnalne | Inne    | Inne   | Suma    | Suma   |
| Klub               | Sezon              | Poziom             | Występy | Bramki | Występy      | Bramki       | Występy       | Bramki        | Występy | Bramki | Występy | Bramki |
| ------------------ | ------------------ | ------------------ | ------- | ------ | ------------ | ------------ | ------------- | ------------- | ------- | ------ | ------- | ------ |
| Beerschot AC       | 2011/2012          | Jupiler Pro League | 0       | 0      | 0            | 0            | –             | –             | –       | –      | 0       | 0      |
| Beerschot AC       | 2012/2013          | Jupiler Pro League | 3       | 0      | 0            | 0            | –             | –             | –       | –      | 3       | 0      |
| Beerschot AC       | Łącznie            | Łącznie            | 3       | 0      | 0            | 0            | 0             | 0             | 0       | 0      | 3       | 0      |
| Standard Liège     | 2013/2014          | Jupiler Pro League | 0       | 0      | 0            | 0            | 0             | 0             | –       | –      | 0       | 0      |
| Standard Liège     | Łącznie            | Łącznie            | 0       | 0      | 0            | 0            | 0             | 0             | 0       | 0      | 0       | 0      |
| FK Astana (wyp.)   | 2014               | Priemjer Ligasy    | 12      | 0      | 3            | 0            | 8             | 0             | –       | –      | 23      | 0      |
| FK Astana (wyp.)   | 2015               | Priemjer Ligasy    | 27      | 2      | 4            | 0            | 11            | 0             | 1       | 0      | 43      | 2      |
| FK Astana (wyp.)   | Łącznie            | Łącznie            | 39      | 2      | 7            | 0            | 19            | 0             | 1       | 0      | 66      | 2      |
| Roda JC (wyp.)     | 2015/2016          | Eredivisie         | 16      | 1      | 1            | 0            | –             | –             | –       | –      | 17      | 1      |
| Urał Jekaterynburg | 2016/2017          | Priemjer-Liga      | 4       | 0      | 2            | 0            | –             | –             | –       | –      | 6       | 0      |
| Kajrat Ałmaty      | 2017               | Priemjer Ligasy    | 23      | 1      | 4            | 1            | 1             | 0             | 1       | 0      | 29      | 2      |
| Kajrat Ałmaty      | 2018               | Priemjer Ligasy    | 20      | 2      | 4            | 0            | 4             | 0             | 1       | 0      | 29      | 2      |
| Kajrat Ałmaty      | 2019               | Priemjer Ligasy    | 26      | 2      | 0            | 0            | 4             | 0             | 0       | 0      | 30      | 2      |
| Kajrat Ałmaty      | Łącznie            | Łącznie            | 69      | 5      | 8            | 1            | 9             | 0             | 2       | 0      | 88      | 6      |
| Wisła Kraków       | 2019/2020          | Ekstraklasa        | 13      | 0      | 0            | 0            | –             | –             | –       | –      | 13      | 0      |
| Wisła Kraków       | 2020/2021          | Ekstraklasa        | 25      | 0      | 1            | 0            | –             | –             | –       | –      | 26      | 0      |
| Wisła Kraków       | 2021/2022          | Ekstraklasa        | 3       | 1      | 0            | 0            | –             | –             | –       | –      | 3       | 1      |
| Wisła Kraków       | Łącznie            | Łącznie            | 41      | 1      |              |              | 0             | 0             | 0       | 0      | 42      | 1      |
| Łącznie w karierze | Łącznie w karierze | Łącznie w karierze | 131     | 8      | 18           | 1            | 28            | 0             | 3       | 0      | 180     | 9      |

### Reprezentacyjne
| Kazachstan | Kazachstan | Kazachstan |
| Rok        | Występy    | Bramki     |
| ---------- | ---------- | ---------- |
| 2015       | 2          | 0          |
| 2016       | 0          | 0          |
| 2017       | 3          | 0          |
| 2018       | 5          | 0          |
| 2019       | 5          | 0          |
| 2020       | 0          | 0          |
| 2021       | 3          | 0          |
| Łącznie    | 18         | 0          |

## Życie prywatne
Urodził się w 1994 roku w Semipałatyńsku jako syn Rosjanina i Kazaszki koreańskiego pochodzenia. Ma młodszego brata Aleksandra (ur. 2010). Dwa miesiące po jego narodzinach jego rodzice przenieśli się do Ałmaty, skąd w 1999 roku wyemigrowali do Belgii i osiedli na przedmieściach Antwerpii. W wieku 16 lat otrzymał obywatelstwo belgijskie i rosyjskie. Posługuje się biegle czterema językami: angielskim, flamandzkim, francuskim i rosyjskim.

## Sukcesy
FK Astana
- mistrzostwo Kazachstanu: 2014, 2015
- Superpuchar Kazachstanu: 2015

Kajrat Ałmaty
- Puchar Kazachstanu: 2017, 2018
- Superpuchar Kazachstanu: 2017